# Iris Plotzitzka
Iris Plotzitzka (ur. 7 stycznia 1966 w Memmingen, zm. 19 października 2024) – niemiecka lekkoatletka, specjalistka pchnięcia kulą, medalistka halowych mistrzostw Europy, olimpijka. W czasie swojej kariery startowała w barwach Republiki Federalnej Niemiec.

## Kariera sportowa
Zajęła 7. miejsce w pchnięciu kulą na mistrzostwach Europy w 1986 w Stuttgarcie. Na halowych mistrzostwach Europy w 1987 w Liévin zajęła 4. miejsce w tej konkurencji, a na halowych mistrzostwach świata w 1987 w Indianapolis 8. miejsce.
Zajęła 12. miejsce na mistrzostwach świata w 1987 w Rzymie. Odpadła w kwalifikacjach na igrzyskach olimpijskich w 1988 w Seulu (zajęła w nich 14. miejsce).
Zdobyła brązowy medal na halowych mistrzostwach Europy w 1989 w Hadze, ulegając tylko swej koleżance z reprezentacji Republiki Federalnej Niemiec Stephanie Storp i Heike Hartwig z Niemieckiej Republiki Demokratycznej. Na kolejnych halowych mistrzostwach Europy w 1990 w Glasgow zajęła 5. miejsce. Zajęła 5. miejsce na mistrzostwach Europy w 1990 w Splicie.
Plotzitzka była wicemistrzynią RFN w pchnięciu kulą w 1986 oraz brązową medalistką w 1989 i 1990. W hali była mistrzynią RFN w 1990, wicemistrzynią w 1988 oraz brązową medalistką w 1986, 1988 i 1989.

## Rekordy życiowe
- pchnięcie kulą – 20,53 m (21 sierpnia 1988, Kolonia)[12]
- rzut dyskiem – 56,02 m (7 września 1986, Sankt Mang)[13]
- pchnięcie kulą (hala) – 20,17 m (23 stycznia 1988, Monachium)[12]